# Gevry
Gevry település Franciaországban, Jura megyében. Lakosainak száma 732 fő (2022. január 1.). Gevry Choisey, Crissey, Damparis, Molay, Parcey, Tavaux és Rahon községekkel határos.

## Népesség
A település népességének változása:
| Lakosok száma | 417  | 628  | 595  | 632  | 676  | 688  | 692  | 706  | 714  | 732  |
|               | 1968 | 1982 | 1990 | 2006 | 2013 | 2015 | 2017 | 2019 | 2020 | 2022 |